# Elektronendeficiëntie
Elektronendeficiëntie ontstaat wanneer een atoom of molecule door te weinig valentie-elektronen omringd wordt om een volledig bezette valentieschil te kunnen opbouwen.

## Voorbeelden

### Lewiszuren
De standaard voorbeelden van atomen en verbindingen die elektronendeficiëntie vertonen zijn lewiszuren in het algemeen, en boorverbindingen in het bijzonder. Deze voorbeelden geven aan dat het verschijnsel, zoals in de kop van dit lemma aangegeven, vrij algemeen voorkomt. Er is echter ook een gradueel aspect dat een rol speelt: het grootste deel van de lewiszuren wordt gevormd door de standaardionen van de overgangsmetalen, hierbij wordt meestal niet van deficiëntie gesproken. Pas als er sprake is van onbezette orbitalen van het p-type wordt in het algemeen van elektronendeficiëntie gesproken. Daarbij is boortrifluoride hét voorbeeld. Ook beryllium is een voorbeeld van een atoom dat elektrondeficiënt kan zijn.

### 3-centra-2-elektronbindingen
Een ander aspect van elektronendeficiëntie komt voor bij de 3-centra-2-elektronbindingen: twee elektronen vormen de binding tussen drie atoomkernen. Dit is een specifiek voorbeeld van een banaanbinding. Opnieuw vormen boorverbindingen in de boranen de hoofdmoot van de bekende voorbeelden.